# Uh Huh Her
Uh Huh Her je indie/elektropopová americká hudební skupina založená v lednu 2007. Jmenuje se podle alba hudebnice PJ Harvey. V současné době se skládá ze dvou členek. Kapela již několikrát zmínila, že se jméno kapely mění na UHH, jako protiklad plného "Uh Huh Her". Originální název vypadá velmi dobře v psané formě, ale špatně se vyslovuje. Zatím je ale stále nejisté, zda je se tato změna stane oficiální a kapela se opravdu přejmenuje.

## Členové skupiny
Zpěvačka, kytaristka a klávesistka Camila Grey je bývalou členkou rockové skupiny Mellowdrone a doprovázela na baskytaru nebo klávesy spoustu známých umělců, jako je Dr. Dre, Melissa Auf der Maur, Busta Rhymes a Kelly Osbourne. Je také členkou doprovodné kapely zpěváka Adama Lamberta (klávesy).
Vokalistka, baskytaristka a klávesistka Leisha Hailey se proslavila především jako herečka, ale byla členkou již několika skupin – např. The Murmurs a Gush.
Původně měla skupina ještě třetí členku, bubenici Aliciu Warrington, ta však brzy po založení odešla. S kapelou dále hraje několik dalších hudebníků, ale ti jsou najímání pouze jako sezónní hráči.

## Diskografie

### I See Red EP
EP I See Red byl první hudební počin Uh Huh Her, který vyšel 24. července 2007. EP zahrnuje verzi písně Say So, kde Hailey zpívá hlavní vokály (v pozdějším vydání písně jsou zpívány Camilou Grey). Say So je také první píseň, kterou skupina společně napsala (spolu s původní bubenicí Aliciou Warrington). Vokály byly nahrány v koupelně Camily Grey.

### Common Reaction
Common Reaction je název prvního alba Uh Huh Her, které bylo vydáno 19. srpna 2008. Umístilo se na devátém místě žebříčku alb časopisu Billboard Magazine. Mimo jiné obsahuje již zmiňovanou píseň Say So a písně Explode a Away From Here, která je, podle interpretek, o úniku z reality.

### Black And Blue EP
Po vydání alba Common Reaction kapela opustila nahrávací společnost a vydala se na cestu nezávislé kapely. Vzhledem k nedostatku finančních prostředků a koncertní šňůře, na kterou se vydala Camila Grey se zpěvákem Adamem Lambertem, se kapela rozhodla vydat EP Black and Blue, které mělo vyplnit mezeru mezi dvěma plnohodnotnými alby. EP bylo vydáno 19. dubna 2011, těsně před jejich druhým velkým koncertním turné, a tak měla skupina nový materiál pro jejich fanoušky. EP obsahuje celkem 6 songů, které byly napsány a nahrány během necelých 2 týdnů. EP obsahuje píseň s názvem "Philosopher", která je však spíše známá pod názvem "Philosophy".

### Nocturnes
Na druhém plnohodnotném albu s názvem Nocturnes pracovala kapela několik let. Bylo vydáno 11. října 2011. Písně Same High a Never the Same, které obsahuje, byly původně složeny pro film The Kids Are All Right. Camila Grey napsala písně Human Nature, Wake to Sleep a Darkness Is (píseň Darkness Is se původně jmenovala Never Absolute). Leisha Hailey pro album složila píseň Debris, o které již několikrát prohlásila, že pojednává o sexu po telefonu. Wake to Sleep byla napsána o procesu vzniku alba a pojednává o různých spacích zvycích členek kapely. Song Criminal je o zkušenostech kapely s jejich předešlou nahrávací společností a manažerech..
Uh Huh Her také natočily několik videoklipů, např. k písním Not A Love Song, Another Case nebo Wake to Sleep.

### EP3
Třetí EP bylo vydáno 11. prosince 2012 a obsahuje přepracované akustické verze písní Debris, I See Red, Black and Blue, Not a Love Song, Common Reaction a Philosophy. V nové verzi písně Debris zpívá hlavní vokály Camila Grey (původně je nazpívala Leisha Hailey, která tento song sama napsala).

### Nadcházející projekty
Hailey a Grey také oznámily záměr vydat taneční album. Datum vydání tohoto alba je stále neznámé.

## Turné

### Common Reaction Tour
Common Reaction Tour bylo první turné Uh Huh Her, které proběhlo od 17. října do 18. listopadu 2008 po vydání alba Common Reaction. Zahrnovalo devatenáct koncertů převážně v USA s několika vystoupeními v Kanadě a jedním ve Velké Británii.

### Black and Blue Tour
Black and Blue Tour bylo jejich největší, probíhalo od 14. března do 19. května 2011 a Uh Huh Her v jeho rámci odehrály třicet devět koncertů po USA a Kanadě.

### Keep A Breast Tour
Keep A Breast Tour probíhalo ve spolupráci s asociací Keep A Breast Foundation. Obsahovalo dvacet jedna vystoupení od 8. října 2011 do 6. listopadu 2011.

### European Tour
Jejich čtvrté a zároveň zatím jediné evropské turné. Proběhlo od 13. do 24. dubna 2012 a zahrnovalo deset koncertů nejen ve Velké Británii, ale také v Nizozemsku a v Německu. Na rozdíl od předešlých turné nemělo evropské turné hlavního kytaristu, některé songy byly proto hrány akusticky.

## Diskografie

### Alba
- Common Reaction (2008)
- Nocturnes (2011)

### EP
- I See Red (2007)
- Black and Blue (2011)
- EP3 (2012)